# Francisco Martín de Alcántara
Francisco Martín de Alcántara (Trujillo, Cáceres, antes de 1500 - Lima, 26 de junio de 1541) fue un conquistador español. Durante los primeros años de la conquista peruana, la influencia y el poder de los Pizarro fueron decisivos. Francisco Martín del Alcántara, fue el asesor principal de su medio hermano Francisco Pizarro.

## Biografía
Era hijo de Francisca Alcántara “La Ropera” y hermano de madre de Francisco Pizarro. Este, se había llevado a su hermano Martín de Alcántara a la conquista de Perú en 1535, y lo había convertido en su hombre de confianza y asesor en todos los asuntos que se barajaban sobre la conquista. 
Después de consolidar la conquista, Martín de Alcántara y su mujer, Inés Muñoz, vivieron en Lima, cerca de la casa palaciega de su hermano, y entre otros menesteres, se dedicaban mayormente al cuidado y educación de sus sobrinos, los hijos que Francisco Pizarro había tenido con las dos princesas incas. En la actualidad existe descendencia de Martín de Alcántara.

## Se arma la conjura
Después de los acontecimientos suscitados entre Diego de Almagro y Francisco Pizarro, este había intentado hacer las paces con el joven Diego de Almagro pero el hijo del socio rechazaba esa amistad, ya que su intención era vengarse de quien había sido el promotor de la muerte de su padre. Los partidarios del joven Almagro clamaban venganza y Francisco Pizarro estaba sobradamente advertido de que querían asesinarlo, pero él no daba importancia a los avisos pensando que los almagristas no se atreverían a tentar contra él. 
Unos días antes de San Juan, Juan de Rada y cuatro más fueron a visitar a Francisco Pizarro (o más bien a espiar la estancia para llevar a cabo el ataque) y aquel le preguntó la razón por la que quería matar al joven Almagro; el marqués juró que nada tenía contra Almagro y que más bien este quería matarlo a él según le habían avisado. Después de que Pizarro ofreciera unas naranjas del huerto, las primeras que se cosechaban en aquella tierra, Rada se despidió, cuando afablemente el marqués le dijera que si tenía alguna necesidad se la remediaría. 
Terminada la entrevista, Rada y sus secuaces salieron de la casa del marqués y fueron a contar a los conjurados almagristas los pormenores de la plática que habían sostenido con Pizarro; hicieron sus cálculos de posibilidades, estudiaron la estrategia a seguir y determinaron matar a Pizarro cuando este estuviera en la iglesia en la misa del día de San Juan.
Uno de los conspiradores descubrió la conjura se lo comentó al cura de la iglesia mayor, y este inmediatamente se lo comunicó a Pizarro, pero Pizarro adujo que no lo creía porque había hablado con Rada y posiblemente el que había denunciado la conjura sería por comprometer a Rada. Francisco Pizarro, a pesar de las advertencias recibidas, aunque no fue a misa el día de San Juan, no tomó en serio las amenazas y descuidó la defensa de su casa y de su persona.

## Muerte de los Pizarro
Al terminar la misa, el teniente Francisco de Chaves y otros amigos se fueron a comer a casa de Pizarro. Rada, al ver que Pizarro no había acudido a misa, determinó acabar con él en su propia casa. Escogió a once de los más osados de sus secuaces y se encaminaron a la casa de Pizarro mientras gritaban por la calle "¡Muera el tirano…, muera el traidor!" 
Francisco Pizarro, cuando sintió las voces, comprendió que la amenaza era cierta y recomendó al teniente Francisco de Chaves que guardase la entrada del salón con unos veinte hombres que le acompañaban; mientras el marqués buscaba su espada. Cuando sintió pasos por la escalera, Chaves abrió la puerta para intentar detener a los de Rada pero una certera estocada lo hizo rodar escaleras abajo.
Al ver al teniente malherido, los que le acompañaban pusieron pies en polvorosa y se descolgaron por las ventanas hacia la huerta. Solamente quedaron en la sala siete de la servidumbre de la casa, dos fueron heridos y los otros cinco muertos. Salió Pizarro de su estancia y le dijo a Martín de Alcántara que se defendiera, pero ya era tarde. Una estocada dejaba a este tendido en el suelo mientras el marqués se defendía con sobrados bríos.
Mientras Francisco Pizarro atacaba a uno de los contrarios, los otros de Rada lo rodeaban y le daban una estocada en la garganta. Francisco Pizarro moría en aquella estancia pidiendo confesión mientras besaba una cruz que había trazado en el suelo con su propia sangre. Era el día de San Juan, el 26 de junio de 1541.